# Religiones afrobrasileñas

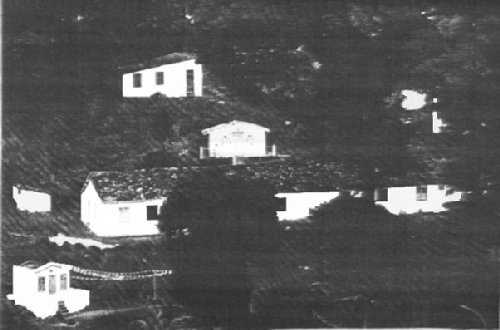
Casa Branca do Engenho Velho.

Las religiones afrobrasileñas son todas aquellas que se originaron en África pero fueron desarrolladas en Brasil por sus seguidores esclavizados.
Están relacionadas con la religión yoruba y otras religiones tradicionales africanas
Son similares a las religiones afroamericanas como la santería (en Cuba) y el vudú (en Haití).
- Babaçuê: Pará
- Batuque: Río Grande del Sur
- Cabula: Espírito Santo, Minas Gerais, Río de Janeiro y Santa Catarina
- Candomblé: En todos los estados de Brasil
- Culto a los Egúngún: Bahia, Río de Janeiro, São Paulo
- Culto de Ifá: Bahia, Río de Janeiro, São Paulo
- Quimbanda: Río de Janeiro, São Paulo
- Macumba: Río de Janeiro
- Omoloko: Río de Janeiro, Minas Gerais, São Paulo
- Tambor de Mina: Maranhão, Pará
- Umbanda: en todos los estados de Brasil
- Xangô do Nordeste: Pernambuco
- Xambá: Alagoas, Pernambuco

## Iniciación
En las religiones afrobrasileñas se utilizan varios términos para designar la iniciación.
Cada religión tiene sus propios términos de iniciación:
- ketu,
- feitura,
- feitura de santo,
- raspar santo,

que se utilizan en los terreiros de
- candomblé,
- candomblé de caboclo,
- cabula,
- macumba,
- omoloko,
- tambor de mina,
- xangô do nordeste,
- xambá.

En tales casos, el período de iniciación es de al menos siete años, e incluye
el rito de iniciación, indicando los distintos procedimientos en un plazo de reclusión, que por lo general de 21 días (aunque puede variar dependiendo de la religión),
el aprendizaje de las oraciones,
las canciones,
la lengua sagrada,
el uso de las hojas (hojas sagradas),
el catulagem,
el raspado,
la pintura,
la imposición de adoxú.
La presentación pública es individual y forma parte de la obligación de cada persona que comienza en la religión de los orixás, en batuque se utiliza el término «hacer la cabeza» y «feitura».
En el culto de Ifá y el culto a los Egúngún se utiliza el término «iniciación», pero las obligaciones son diferentes de las otras religiones.
En el candomblé jejé, la iniciación al culto de los vodún es larga y compleja, y puede implicar largas caminatas a los santuarios y mercados y períodos de reclusión en un terreiro (‘convento’, llamado hunkpame en fon), que puede llegar a un año, donde los neófitos son sometidos a una dura rutina de danzas, oraciones, aprendizaje de los idiomas sagrados y los votos de secreto y obediencia.